# Serrat dels Colletons
El Serrat dels Colletons és una serra situada al municipi d'Artesa de Segre a la comarca de la Noguera, amb una elevació màxima de 1.212 metres.